# Golfe de Bourgas

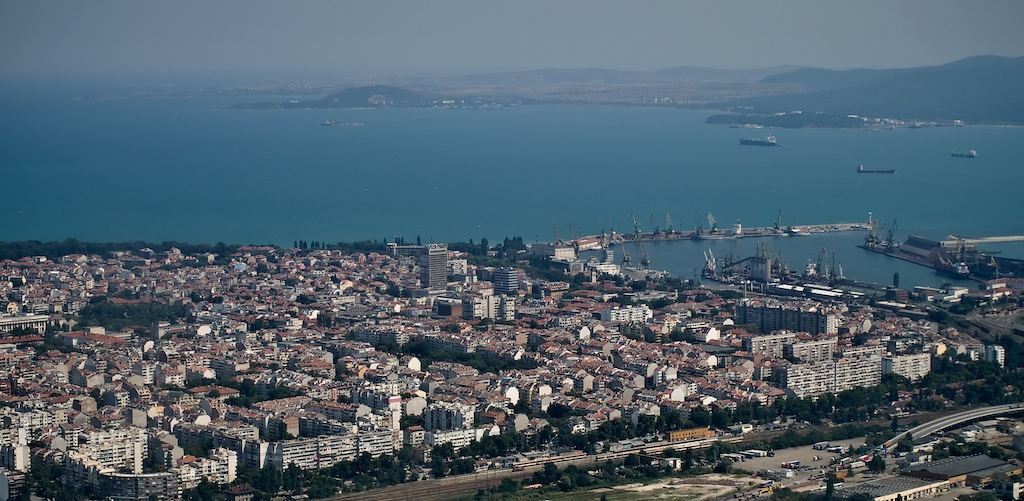
Bourgas et son golfe

Carte de la région de Bourgas avec son golfe

Le golfe de Bourgas ou baie de Bourgas (en bulgare Бургаски залив) est un golfe sur la mer Noire, près de la ville de Bourgas en Bulgarie. D'une profondeur maximale de 25 mètres, il mesure 41 km dans sa plus grande largeur, atteignant 31 km dans sa plus grande extension, près la ville de Burgas. D'autres villes dont Pomorie, Sozopol et Nesebar donnent sur la baie. 
La golfe de Bourgas est le point le plus occidental de la mer Noire.
Les lacs de Bourgas se situent à l'ouest du golfe, dans une région marécageuse.
Le point le plus septentrional de la baie est le cap Emine, le point le plus méridional est le cap Maslen Nos.